# Cajanus niveus
Cajanus niveus là một loài thực vật có hoa trong họ Đậu. Loài này được (Benth.) Maesen miêu tả khoa học đầu tiên.